# Guatteria macrocarpus
Guatteria macrocarpus este o specie de plante angiosperme din genul Guatteria, familia Annonaceae, descrisă de Nguyên Tiên Bân. Conform Catalogue of Life specia Guatteria macrocarpus nu are subspecii cunoscute.